# Tre (Alex Britti)
Tre è il quarto album in studio del cantante italiano Alex Britti pubblicato nel 2003.

## Tracce
1. 7000 caffè – 3:35
2. Lo schermo – 3:00
3. Lo zingaro felice – 3:54
4. Se il feelin' non c'è – 3:40
5. Avremo successo lo stesso – 3:47
6. Sei la fine del mondo – 2:57
7. Tutta gente strana – 4:18
8. Un salto nella fossa – 3:20
9. 00:00 a.m – 4:07
10. La vita sognata – 3:01
11. Le donne – 1:40

- Dopo 20 secondi di silenzio dal termine del brano Le donne (1:40 - 2:00), inizia la ghost track strumentale G song (2:00 - 5:16).

## Musicisti
- Alex Britti - voce, chitarra, programmazione, percussioni, basso
- Enrico Solazzo - pianoforte, organo Hammond, Fender Rhodes
- Simone Haggiag - percussioni
- Julian Oliver Mazzariello - pianoforte
- Luciano Gargiulo - organo Hammond
- Lucrezio De Seta - batteria
- Michael Applebaum - tromba
- Eric Daniel - sax alto
- Claudia Arvati, Simona Astolfi, Costanza Francavilla, Gabriella Scalise, Patrizia Palma, Mihai Panzaru - cori